# Херберт Зилберер
Херберт Зилберер (на немски: Herbert Silberer) е австрийски психоаналитик, участник в професионалния кръг около Зигмунд Фройд, който включва други пионери на психологическото изследване като Карл Юнг, Алфред Адлер и други. Неговото минало включва атлетика и спортен журнализъм.

## Научна дейност
През 1910 година Зилберер става член на Виенското психоаналитично общество. Статиите публикувани през следващите няколко години показват нарастващия интерес на Зилберер в областта на езотеризма и мистицизма. Фройд признава неговите приноси към символизма, както прави Вилхелм Щекел, с който Зилберер поддържа добри отношения след раздялата си с Фройд.
През 1914 година Зилберер написва книга за взаимовръзката между модерната психология, мистицизма и езотеричните традиции (по-точно западните, християнските традиции като херметизъм, алхимия, розенкройцерският орден и масонството): „Probleme der Mystik und ihrer Symbolik“ („Проблеми на мистицизма и неговия символизъм“). Много от прозренията на Зилберер, особено тези във връзката между алхимичните образи и модерната психология са подобни на тези развити по-интензивно от Юнг, факт признат от Юнг в неговата работа върху темата „Психология и алхимия“. Книгата на Зилберер е хладно отхвърлена от Фройд. Той се обезверява и по-късно се обесва след като е изхвърлен от кръга на сътрудници на Фройд.

## Избрани творби
- Hidden symbolism of alchemy and the occult arts Translated by Смит Джелиф (1971) ISBN 0-486-20972-5
- Problems of mysticism and its symbolism Translated by Smith Ely Jelliffe (1970) ISBN 0-87728-038-X
- Der Traum. Einführung in die Traumpsychologie (Amsterdam, 1966)
- Viertausend kilometer im ballon (Leipzig, 1903)
- Der zufall und die koboldstreiche des unbewussten (Bern and Leipzig, 1921)